# Madeleine Saint-René Taillandier
Madeleine Saint-René Taillandier (née Madeleine-Marie-Louise Chevrillon) le 7 juillet 1865 à Ruelle-sur-Touvre et morte le 29 janvier 1959 à Paris 7e est une femme de lettres et philanthrope française.

## Biographie
Sœur d'André Chevrillon et nièce de Hippolyte Taine, elle épouse le diplomate Georges Saint-René Taillandier (fils de Saint-René Taillandier). Ils seront les parents de Camille Mayran et les grands-parents d'Andrée Putman et de Noémi Hepp.
Elle collabore au Figaro, au Gaulois et à la Revue des Deux Mondes.
En 1920, Edith Wharton, amie de son frère André Chevrillon lui demande de traduire son roman The Age of Innocence. Comme à son habitude, Wharton supervise la traduction, passant de nombreux après-midi et soirées avec Mme Taillandier et sa fille Marianne au Pavillon Colombe. Elles deviennent amies intimes, mais cette traduction restera leur seule collaboration professionnelle.
Membre de la Société des gens de lettres, de l'Union universelle des écrivains catholiques et de l'Académie racinienne, elle est présidente du jury du prix Femina de 1923 à 1945.
Elle est présidente de l'Union des femmes de France (UFF) de novembre 1938 jusqu'à la fusion de l'UFF en 1940 avec les deux autres sociétés qui formaient la Croix-Rouge française, puis de la Commission des Affaires extérieures de la Croix-Rouge française à partir de 1940, ainsi que présidente de l'association d'Hulst depuis sa fondation en 1923 jusqu'en 1950.
L’Académie française lui décerne le prix Marcelin-Guérin en 1921, le prix Vitet en 1927, le prix Alice-Louis Barthou en 1939, le prix Eugène Carrière en 1942, le prix du Budget en 1943, le prix Thérouanne en 1946 et le prix Gustave-Le-Métais-Larivière en 1956.

## Publications
- En France et Belgique envahies : les soirées de la C.R.B. (1919)
- Madame de Maintenon : L'énigme de sa vie auprès du grand roi (préface de Paul Bourget. Hachette, 1920), prix Marcelin Guérin de l’Académie française en 1921
- La princesse des Ursins : une grande dame française à la cour d'Espagne sous Louis XIV (Hachette, 1926)
- Le mariage de Louis XIV (Hachette, 1928)
- Le grand roi et sa cour (Hachette, 1930)
- Henri IV avant la messe : l'école d'un roi (Grasset, 1934)
- Le cœur du roi : Henri IV après la messe (Grasset, 1937)
- Madame de Sévigné et sa fille (Grasset, 1938)
- Racine (Grasset, 1940)
- Mon oncle Taine (Plon, 1942)
- La jeunesse du grand roi. Louis XIV et Anne d'Autriche (Plon, 1946), prix Thérouanne de l’Académie française en 1946
- Ce monde disparu : souvenirs. 1. Syrie, Palestine, Liban, Maroc (Plon, 1947)
- Adieu ! Madame de Sévigné (la Colombe, 1947)
- La Tragédie de Port-Royal. La mère Angélique et la reine de Pologne (Plon, 1950)
- Du Roi-Soleil au roi Voltaire : II. Lendemains du grand règne (1953)
- Silhouettes d'ambassadeurs : Paul Cambon, Jules Cambon, Camille Barrère, J.-J. Jusserand, Maurice Paléologue, Philippe Berthelot (1953)
- Du Roi-Soleil au roi Voltaire. En compagnie de Saint-Simon (1953)

## Distinctions
- Officier de la Légion d'honneur

## Sources
- Hermynia Zur Mühlen, The End and the Beginning: The Book of My Life, Volume 1, 2010